# آلن لی (تصویرگر)
آلن لی (زاده ۲۰ اوت ۱۹۴۷) تصویرگر کتاب و طراح مفهومی فیلم انگلیسی است. او بیشتر به خاطر آثار هنری‌اش با الهام از رمان‌های فانتزی جی. آر. آر. تالکین و کارش بر روی طراحی مفهومی اقتباس‌های پیتر جکسون از تالکین، ارباب حلقه‌ها و مجموعه فیلم‌های هابیت شناخته می‌شود.

## زندگینامه
آلن لی در میدلسکس انگلستان متولد شد و در مدرسه هنر ایلینگ تحصیل کرد. لی از سال ۲۰۰۷ به همراه همسرش و دو فرزندش در چاگفورد، انگلستان زندگی می‌کنند.

## کتاب‌های تصویرگری شده
- تاریخچه ارباب حلقه‌ها
- هابیت (رمان)
- ارباب حلقه‌ها
- فرزندان هورین
- برن و لوثین
- قصه‌های ناتمام
- سقوط گاندولین
- سقوط نومنور